# Rolando Zárate
Rolando David Zárate Riga (ur. 6 sierpnia 1978 w Haedo) – argentyński piłkarz pochodzenia włoskiego występujący na pozycji napastnika, reprezentant Argentyny.
Jego bracia Sergio Zárate, Ariel Zárate i Mauro Zárate również byli piłkarzami.